# Venegasia
Venegasia  monotipski rod glavočika smješten u vlastiti podtribus Venegasiinae, dio tribusa Madieae. Jedina je vrsta V. carpesioides, grm iz Kalifornije, uključujući otočja Channel Islands i sjeverozapadnog Meksika (Baja California Norte)
V. carpesioides naraste do 1,8 m visine i preferira mjesta u vlažnim kanjonima u južnoj Kaliforniji i Baja Californiji. Općenito je poznat kao “kanjonski suncokret”.
Rod Venegasia je dobio ime po meksičkom povjesničaru Miguelu Venegasu, 1680. – 1764.

## Sinonimi
- Parthenopsis Kellogg; Proc. Calif. Acad. 5: 100 (1873)
- Parthenopsis maritima Kellogg; Proc. Calif. Acad. Sci. 5: 101 (1873)
- Venegasia carpesioides var. deltoidea S.F.Blake; Contr. U.S. Natl. Herb. 23: 1599 (1926)
- Venegasia deltoidea Rydb.; Britton et al. (eds.), N. Amer. Fl. 34(1): 5 (1914)